# Zenodorus orbiculatus
Zenodorus orbiculatus es una especie de araña saltarina del género Zenodorus, familia Salticidae. Fue descrita científicamente por Keyserling en 1881.
Habita en Australia (Queensland, Nueva Gales del Sur).

## Descripción
Zenodorus orbiculatus es de color marrón oscuro a negro, con marcas pálidas en el caparazón detrás de los ojos, un patrón circular en el abdomen con un punto en el centro y una banda pálida en el fémur de cada pata. Las hembras y los machos crecen hasta 8 mm (0,31 pulgadas) de longitud total del cuerpo. La especie está muy extendida y es abundante en Queensland, dispersa por el resto de Australia.
Se alimenta de hormigas, pero también consumen otras arañas e insectos.